# Netrocera overlaeti
Netrocera overlaeti är en fjärilsart som beskrevs av Talbot 1928. Netrocera overlaeti ingår i släktet Netrocera och familjen Thyrididae. Inga underarter finns listade i Catalogue of Life.